# Nioboceendichloride
Nioboceendichloride is een organometaalverbinding met als brutoformule (C5H5)2NbCl2. Deze bruine en paramagnetische vaste stof wordt gebruikt als precursor voor de synthese van andere organoniobiumverbindingen. De verbinding heeft een pseudo-tetraëdrische structuur met twee cyclopentadiënyl- en twee chloor-liganden aan het metaal gekoppeld. Een verwante verbinding is titanoceendichloride.
Nioboceendichloride is voor het eerst beschreven door Geoffrey Wilkinson. De stof is onderzocht op mogelijke anti-tumor-eigenschappen.

## Synthese
Nioboceendichloride wordt gesynthetiseerd in een uit meerdere stappen bestaande synthese uit niobium(V)chloride en cyclopentadienylnatrium:
{\displaystyle \mathrm {NbCl_{5}\ +\ 6\ C_{5}H_{5}Na\longrightarrow \ (C_{5}H_{5})_{4}Nb\ +\ 5\ NaCl} }
{\displaystyle \mathrm {2\ (C_{5}H_{5})_{4}Nb\ +\ 4\ HCl\ +\ O_{2}\longrightarrow \ 2\ [((C_{5}H_{5})_{2}NbCl)_{2}O]Cl_{2}\ +\ 4\ C_{5}H_{6}} }
{\displaystyle \mathrm {[((C_{5}H_{5})_{2}NbCl)_{2}O]Cl_{2}\ +\ 2\ HCl\ +\ SnCl_{2}} }
{\displaystyle \mathrm {\longrightarrow \ 2\ (C_{5}H_{5})_{2}NbCl_{2}\ +\ SnCl_{4}\ +\ H_{2}O} }

## Pseudo-tetraëdrische structuur
De structuur van deze verbinding wordt als pseudo-tetraëdrisch beschreven, omdat er vanuit het metaal gezien vier liganden naar de hoekpunten van een tetraëder geplaatst liggen. De cyclopentadiënyl-liganden zijn echter tridentaat liganden.